# Normcore
 (juin 2022).
Le mot normcore est une contraction des mots anglais « normal » et « hardcore ». Il fait référence au style vestimentaire caractérisé par la volonté de rendre l'individu indistinguable de la norme, définie par défaut comme le plus grand nombre, par son style vestimentaire.

## Historique
Le mot « normcore » est une contraction des mots anglais « normal » et « hardcore ». Si sa première occurrence est antérieure à 2009, il faudra attendre octobre 2013 et le rapport Youth mode: a report on freedom, du Think tank K-HOLE,,, pour voir le concept proprement formalisé. Celui-ci sera par la suite largement popularisé par le biais d'un article du New York Magazine datant de février 2014. Un mois plus tard, en mars 2014, les magazines Biba, Cosmopolitan, Grazia, GQ, Libération, Le Nouvel observateur, ou encore les sites internet Slate, Madmoizelle ou Konbini y consacrèrent un article en français.
Dans sa version initiale, telle que formalisée par K-HOLE, le mot « normcore » faisait référence à un mode de vie et non à un style vestimentaire. Ce mode de rapport au monde est caractérisé par une volonté de trouver une libération dans l'indistinction (« finding liberation in being nothing special »). Popularisé par des magazines lifestyle accordant une part importante de leur ligne éditoriale à la mode, le sens du mot évolua néanmoins rapidement vers la désignation d’un style vestimentaire caractérisé par une volonté affichée de neutralité. C’est cette seconde acception du mot normcore qui est aujourd’hui largement prédominante.
En 2014, le mot « normcore » est en lice pour devenir l'« Oxford University Press neologism of the year ». En 2016, le mot est ajouté à l'AP Stylebook (en).

## Mode

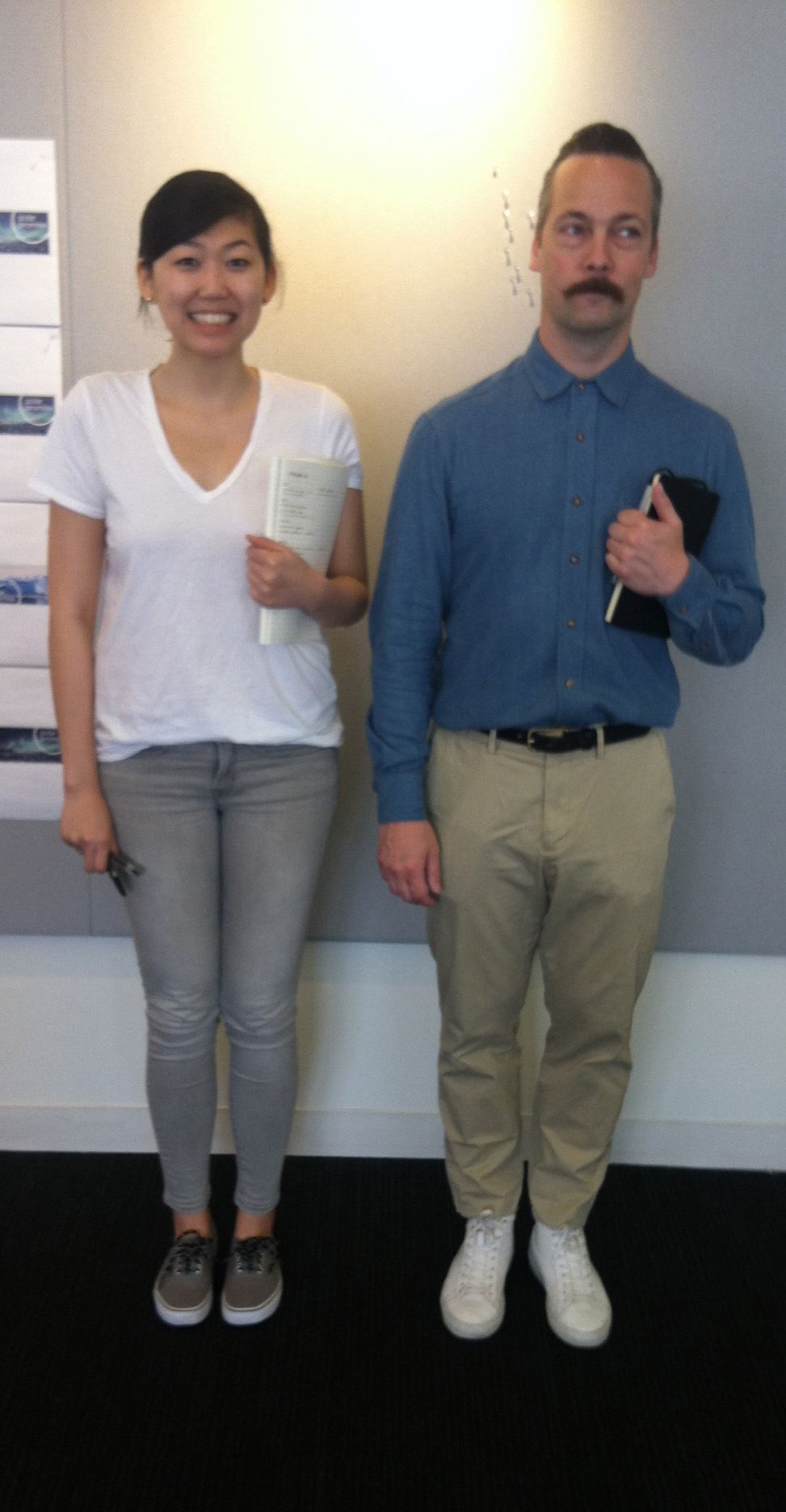
À gauche, un exemple de tenue "normcore" avec à sa droite, un exemple de tenue "bon chic bon genre"

Le style normcore se caractérise par une volonté de rendre l'individu indistinguable du plus grande nombre (i.e. de la norme) par son style vestimentaire. Pour autant, la confection d'une garde-robe normcore procède du choix actif de vêtements neutres ou difficilement distinguables. À l’occasion toutefois, les pièces normcores peuvent être griffées d’un signe facilement identifiable (logo, marque).
La mouvance normcore est souvent considérée comme une réaction aux excès du monde de la mode dont la fréquence de renouvellement et la recherche d'esthétiques alambiquées sont jugées pathologiques. La base d'une garde-robe normcore est ainsi constituée de pièces de la vie de tous les jours telles que des tee-shirt, des pull à capuche (ou hoodies), des jeans ou des pantalons en chino classiques. Ces vêtements sont généralement distribués dans des magasins de large distribution (tels que GAP). Certaines marques produisent des vêtements s’inspirant de la mouvance normcore en y ajoutant des éléments graphiques distinctifs. La mode normcore est considérée comme unisexe.
La série humoristique américaine Seinfeld exemplifie de manière quasi-normative l’esthétique normcore outre-Atlantique,.